# Liste der Monuments historiques in Rampillon
Die Liste der Monuments historiques in Rampillon führt die Monuments historiques in der französischen Gemeinde Rampillon auf.

## Liste der Bauwerke
| Bezeichnung             | Beschreibung              | Standort                        | Kennzeichnung | Schutzstatus | Datum | Bild           |
| ----------------------- | ------------------------- | ------------------------------- | ------------- | ------------ | ----- | -------------- |
| Borne fleurdelysée n°34 | 19. Jahrhundert           | Route départementale 619 (Lage) | PA00087251    | Classé       | 1964  |                |
| Borne fleurdelysée n°35 | 19. Jahrhundert           | Route départementale 19 (Lage)  | PA00087251    | Classé       | 1964  |                |
| Kirche St-Éliphe        | Erbaut im 13. Jahrhundert | (Lage)                          | PA00087252    | Classé       | 1846  | weitere Bilder |

## Liste der Objekte

### KircheSt-Éliphe
Zum Verständnis siehe: Kirchenausstattung
| Bezeichnung                                          | Beschreibung                             | Standort | Kennzeichnung | Schutzstatus | Datum | Bild           |
| ---------------------------------------------------- | ---------------------------------------- | -------- | ------------- | ------------ | ----- | -------------- |
| Retabel in der Marienkapelle                         | Holz, vergoldet, 14. und 16. Jahrhundert | (Lage)   | PM77001949    | Classé       | 1902  |                |
| Skulptur Christus am Kreuz                           | Holz, 14. Jahrhundert                    | (Lage)   | PM77001468    | Classé       | 1905  |                |
| Vier Grabplatten                                     | Stein, 13. Jahrhundert                   | (Lage)   | PM77001472    | Classé       | 1967  |                |
| Bas-relief Hölle                                     | Stein, 14. Jahrhundert                   | (Lage)   | PM77001474    | Classé       | 1975  |                |
| Kanzel                                               | Holz, 17. Jahrhundert                    | (Lage)   | PM77001467    | Classé       | 1846  | weitere Bilder |
| Zwei Skulpturen: Heiliger Eliphe und Heilige Barbara | Stein, vergoldet, 15. Jahrhundert        | (Lage)   | PM77001469    | Classé       | 1905  |                |
| Bas-relief Paradies                                  | Stein, 13./14. Jahrhundert               | (Lage)   | PM77001473    | Classé       | 1975  |                |
| Grabplatte von Jehanne de Nangis                     | Stein, 13. Jahrhundert                   | (Lage)   | PM77001470    | Classé       | 1908  |                |
| Skulptur des heiligen Eloi                           | Holz, polychrom gefasst, 17. Jahrhundert | (Lage)   | PM77001471    | Classé       | 1966  |                |